# Get Ready!
Get Ready! é o álbum de estreia do grupo de eurodance 2 Unlimited, lançado em 24 de Fevereiro de 1992 pela gravadora Byte Records.

## Faixas
| N.º | Título                                     | Duração |  |
| 1.  | "Get Ready for This"                       | 3:42    |  |
| 2.  | "Twilight Zone"                            | 4:10    |  |
| 3.  | "The Magic Friend"                         | 4:30    |  |
| 4.  | "Contrast"                                 | 3:40    |  |
| 5.  | "Rougher Than the Average"                 | 4:07    |  |
| 6.  | "Workaholic"                               | 4:10    |  |
| 7.  | "Delight"                                  | 3:42    |  |
| 8.  | "Get Ready for This" (Rio & Le Jean Remix) | 3:06    |  |
| 9.  | "Twilight Zone" (Instrumental)             | 4:09    |  |
| 10. | "The Magic Friend" (Instrumental)          | 3:30    |  |
| 11. | "Rougher Than the Average" (Instrumental)  | 4:07    |  |
| 12. | "Workaholic" (Instrumental)                | 4:10    |  |
| 13. | "Delight" (Instrumental)                   | 3:42    |  |
| 14. | "Desire"                                   | 4:30    |  |
| 15. | "Eternally Yours"                          | 4:30    |  |

## Certificações
| País                  | Certificação | Data                | Vendas certificadas |
| --------------------- | ------------ | ------------------- | ------------------- |
| Estados Unidos - RIAA | Ouro         | 29 de Junho de 1995 | 500,000             |

## Desempenho nas paradas musicais
| Parada musical (1992)            | Melhor posição |
| -------------------------------- | -------------- |
| Austrália (ARIA Charts)          | 10             |
| Canadá (RPM Top 100 Albums)      | 17             |
| Estados Unidos (Billboard 200)   | 197            |
| Estados Unidos (Top Heatseekers) | 7              |
| Japão (Oricon)                   | 85             |
| Países Baixos (MegaCharts)       | 12             |
| Suécia (Sverigetopplistan)       | 27             |
| Reino Unido (UK Albums Chart)    | 37             |